# 鹿台岗遗址
鹿台岗遗址位于中华人民共和国河南省杞县，是第六批全国重点文物保护单位。
1959年，在鹿台岗出土了鬲腿、鬲当、陶片、骨针等遗迹，同年成为杞县文物保护单位，1963年升级为河南省重点文物保护单位。1989年至1990年，郑州大学考古专业86级师生和开封市博物馆工作人员对“鹿台岗遗址”进行了进一步发掘考察，发现此处存在着仰韶文化、龙山文化、岳石文化、商文化以及春秋时期的文化遗存。 2006年，鹿台岗遗址成为全国重点文物保护单位。